# Birkenes
Birkenes è un comune norvegese della contea di Agder, nel sud del Paese. Il centro amministrativo è Birkeland, dove vive la metà della popolazione del comune. Tra gli altri villaggi del comune abbiamo Ås, Engesland, Flakk, Håbbesland, Herefoss, Mollestad, Oggevatn, Rugsland, Senumstad, Søre Herefoss, Svaland, Tveide e Væting.
Il comune si estende su 674 chilometri quadrati.

## Etimologia
Il comune (ed originariamente la parrocchia) prende il nome dalla vecchia fattoria di Birkenes (Birkines in norreno), da quando fu costruita la prima chiesa a Birkenes. Il primo elemento è birki che significa "legno di betulla" e l'ultimo elemento è nes che significa "promontorio". Questa fattoria si trova nella parte sud di quello che oggi è il villaggio di Mollestad.

## Stemma
Lo stemma è di epoca moderna (1986). Mostra tre foglie di betulla in bianco o argento su sfondo verde. Infatti bjørk significa "betulla" (poiché bjørk è simile a "birk-" nel nome Birkenes). Il colore verde simboleggia l'importanza dell'agricoltura nel comune. Le tre foglie simboleggiano le tre aree principali del comune: Birkenes a sud, Herefoss a nord-est e Vegusdal a nord-ovest.

## Geografia
Il comune confina con i comuni di Kristiansand e Vennesla (nell'ex contea di Vest-Agder) e Iveland, Evje og Hornnes, Froland, Grimstad e Lillesand (nell'ex contea dell'Aust-Agder).
Birkenes ha molti laghi, tra cui Herefossfjorden, Nystølfjorden, Ogge (con 365 isole e isolotti) e Uldalsåna. Anche il fiume Tovdalselva attraversa il comune.

## Storia
La storica parrocchia e distretto di Tveit dovette essere divisa in due formannskapsdistrikts il 1 ° gennaio 1838 perché la parte principale di Tveit apparteneva alla contea di Lister og Mandal e la parte di Birkenæs apparteneva alla contea di Nedenæs e la nuova legge diceva che un comune poteva esistere in una sola contea e non in due. Pertanto, la parrocchia fu divisa e il comune di Birkenæs fu creato nella contea di Nedenæs.
A partire dagli anni '60, la Norvegia ha attuato molte riforme municipali come fusioni e adeguamenti delle frontiere derivanti dal lavoro del Comitato Schei. Il 1º gennaio 1967, i comuni limitrofi di Herefoss (popolazione: 585) e Vegusdal (popolazione: 582) furono fusi nel comune di Birkenes, creando un comune molto più grande con una popolazione di 3.050.

## Luoghi d'interesse
- Chiesa di Birkenes, costruita a Mollestad nel 1858;
- Chiesa di Herefoss, costruita ad Herefoss nel 1865;
- Chiesa di Vegusdal, costruita a Engesland nel 1867;
- Bygdemuseum di Birkenes;
- Ex fabbrica di torba Myhre, a Tveide.

## Geografia antropica

### Frazioni e località del comune
- Ås;
- Engesland, lungo la strada di contea 405, ad ovest del lago Ljosevatnet, era centro amministrativo dell'ex comune di Vegusdal;
- Flakk, sulla riva ovest del fiume Tovdalselva;
- Håbbesland;
- Herefoss, sulla strada nazionale norvegese 41, storica sede di amministratori di questa regione e centro amministrativo dell'ex comune omonimo[4];
- Mollestad, sulla strada nazionale norvegese 41, nota per la presenza di una monumentale quercia con un tronco con una circonferenza di 9,21 metri, alta 13 metri e con un'età stimata tra i 450 e 550 anni[5];
- Oggevatn, sul lago Ogge, al confine con Iveland;
- Rugsland, sulla riva ovest del fiume Tovdalselva;
- Sennumstad, all'incrocio tra la strada nazionale norvegese 41 e la strada di contea 406, con l'omonimo ponte che attraversa il fiume;
- Svaland, in un'area rurale a sud di Birkeland;
- Søre Herefoss, sul lago Herefossfjorden;
- Tveide;
- Væting, sulla strada di contea 406.

## Economia
L'agricoltura e il disboscamento sono importanti fonti di occupazione, ma il comune ha anche una piccola zona industriale con circa 400 diversi siti lavorativi.

## Infrastrutture e trasporti
Fino al 1989, la linea Sørlandet si fermava alla stazione Herefoss. Prima del 1953, anche la linea Lillesand-Flaksvand serviva Birkenes, ma fu chiusa e rimossa.
La strada nazionale norvegese 41 corre da nord a sud attraverso Birkenes ed è una delle principali autostrade in questa zona della Norvegia. Ci sono anche molte altre strade nella contea importanti in Birkenes, come le strade di contea 404, 405 e 406.

## Amministrazione
Il sindaco è Anders Christiansen (Partito Laburista).